# چوی شی وون
چوی شی وون (کره‌ای: 최시원؛ زادهٔ ۷ آوریل ۱۹۸۶) که با نام شی‌وون (کره‌ای: 시원؛ انگلیسی: Siwon) شناخته می‌شود، خواننده، ترانه‌سرا، مدل و بازیگر اهل کره جنوبی است که به دلیل فعالیت خود به عنوان عضو گروه پسرانهٔ کره‌ای سوپر جونیور شناخته می‌شود. چوی شی وون به عنوان نمایندهٔ ویژه یونیسف در مورد مسائل کودکان در چهارسال گذشته پیش از اینکه او به عنوان سفیر منطقه‌ای یونیسف در شرق آسیا و اقیانوسیه انتخاب شود، متعهد شد.
از فیلم‌ها و مجموعه‌های تلویزیونی که وی در آن نقش داشته است می‌توان به هلیوس، نبرد فرماندهان و شمشیر اژدها، او زیبا بود، عشق انقلابی، همشهریان من و پادشاه درام‌ها و سگ‌های شکاری اشاره کرد.